# 実家
実家（じっか）は、自分が生まれた家を指す日本語。

## 概要
その人が生まれ育った家。（通常は）その人の実父母の家ということになる（だが例外はある）。生家（せいか）ともいう（文脈にもよる）。偉人の伝記などでは実家ではなく生家と表記する。
旧民法では「実家」は婚姻や養子縁組によって他家に入った人の生家を意味した（その後「家」という概念（日本流の共同体概念）が使われなくなっていったので、現在の民法では使われない）。
現在でも日常生活では、大人になり両親の家を出て別の家に住むようになった人が、自分が生まれ育った家を「実家」と言うことは普通に行われている。「今年の夏、実家に帰省しました。」などと使う。
なお生まれ育った家（両親の家）を出た後に、両親が引っ越して新たな家に住み始めた場合、伝記などでは、ともかく生まれ育った家であればたとえ所有者が変わっても「生家」（あるいは「生まれ育った家」）と表記する（そして、しばしばその写真を掲載する。たとえ所有者が変わっても掲載する）。だが日常生活では、両親が引っ越した後、所有者が両親以外の別人になってしまった家のことを「実家」とはあまり言わない（つまり「実家」には、単純に物体としての住宅の意味に加えて、共同体的な意味も少し混入している）。
なお英語には「実家」に相当する語が無い。英語ではfamily（人の集まり。共同体）とhouse（住宅。物体としての家）を区別する。アメリカやイギリスには、日本で江戸時代や明治時代に使われていた「家」という概念（同じ家屋に居住することや血縁関係を基礎とする運命共同体システムという概念）が無い。したがって日本人が「今年の夏、実家に帰省した。」などという内容を英語話者に伝えたい場合は「my parents' house」と言うのが妥当な表現となる。こう表現すれば、正しく理解してもらえる。英語話者も、両親にひさしぶりに会いにゆくとか、孫の成長を見せに両親の家に行くということは普通に行っているので、そうしたことを続けて説明すれば、共感をもって理解してもらえる。
なお英語話者は、両親の家、つまり所有者が自分ではなくすでに自分が日常的に住む場所でもない家を「実」の家と呼ぶ感覚は持っていない。（うっかりrealとかtrueなどという形容詞を使ってしまうと。英語話者は「え？？　「実」の家というものをあなたが持っているのなら、今あなたが所有して住んでいる家（と私が思っていた家）は虚構の（偽の）家なの？... え?...それって、どういうこと ... ?」などと反射的に考え始め、黙ったまま妙なことを考え始める（黙って邪推を始める）。

## 実家にまつわる課題
実家の空き家化
近年の日本は高齢化社会となったわけだが、離れて住む両親が亡くなって「実家」に住む人がいなくなり、空き家になってしまったという状況になる人が増えている。そうなるまで対策を考えていなくて、いざその状況になってから対処法に悩む人も多い。
法的な相続
両親が亡くなると実家の相続の問題も浮上する。兄弟姉妹が複数名いる場合（つまり両親に子が複数いる場合）、実家を誰が相続するのかという問題が浮上するのである。親が亡くなるとその住宅の法的な所有者がいなくなってしまった状態になり、登記簿上の所有者を一定期間のうちに別の人に書き換えなければならない。子が一人の場合は、その一人が相続するか、相続放棄するかの2択なのでさほど難しくないが、子が複数の場合は、兄弟のうち誰かがその家の新たな所有者として登記するのかとか、あるいは共同名義にしてしまうのかとか、不動産としての価値はどう評価するのかとか、誰がそこに住みたいのか住みたくないのかとか、また過去のひとりひとりの複雑ないきさつ（成人以降もそのまま実家で親と同居しつづけていた子だとか（そして、それを「親に甘えて、大人になっても優遇されていた」と見なすのか、逆に「歳をとったわがままな親の面倒を見るという、やっかいなことをしてくれていた」と見なすのかという、兄弟間の主観的で感情的な問題）とか、実家の家業を継承した子とか、独立して別の家に住んでいたが頻繁に介護のために帰っていた子とか、　等々）、各家庭や各人の個々の複雑な事情が絡み合う。

## その他
- 配偶者の父と母のことを義父、義母と呼ぶことから、パートナーの実家のことを義実家（ぎじっか）と呼ぶことがある。これは21世紀に入ってから生まれた新しめの呼び方であり、この語を採録する辞書もあるものの、違和感を持つ者も少なくない表現である[5]。